# Ранунген
Ранунген (њем. Rannungen) општина је у њемачкој савезној држави Баварска. Једно је од 26 општинских средишта округа Бад Кисинген. Према процјени из 2010. у општини је живјело 1.192 становника. Посједује регионалну шифру (AGS) 9672143.

## Географски и демографски подаци
Ранунген се налази у савезној држави Баварска у округу Бад Кисинген. Општина се налази на надморској висини од 352 метра. Површина општине износи 17,3 km². У самом мјесту је, према процјени из 2010. године, живјело 1.192 становника. Просјечна густина становништва износи 69 становника/km².